# Coprinopsis stangliana
Coprinopsis stangliana är en svampart som först beskrevs av Enderle, Bender & Gröger, och fick sitt nu gällande namn av Redhead, Vilgalys & Moncalvo 2001. Coprinopsis stangliana ingår i släktet Coprinopsis och familjen Psathyrellaceae.  Artens status i Sverige är: Ej påträffad. Inga underarter finns listade i Catalogue of Life.